# Den röda vargen (film)
Den röda vargen är en svensk thrillerfilm från 2012 i regi av Agneta Fagerström-Olsson. I rollen som Annika Bengtzon ses Malin Crépin och i övriga roller bland andra Björn Kjellman och Leif Andrée. Filmen bygger på Liza Marklunds roman med samma namn. Filmmanuset skrevs av Björn Paqualin och Antonia Pyk.

## Handling
En skjutjärnsreporter blir överkörd  i Luleå. Annika Bengtzon skickas till platsen där hon upptäcker att den dödade journalisten grävde i en fyrtio år gammalt militärbassprängning. Denna har i alla tider skyllts på ryssarna men hemliga uppgifter tyder på att det var svenska vänsterextremister som utförde dådet. Fler dödsfall följer och Bengtzon har därmed att göra med en seriemördare.

## Rollista
- Malin Crépin – Annika Bengtzon
- Björn Kjellman – Anders Schyman
- Leif Andrée – Spiken
- Kajsa Ernst – Berit Hamrin
- Erik Johansson – Patrik Nilsson
- Felix Engström – Q
- Richard Ulfsäter – Thomas Samuelsson
- Elvira Franzén – Ellen
- Edvin Ryding – Kalle
- Hanna Alström – Sophia Grenborg
- Anna Azcarate – Karina Björnlund
- Marika Lindström – Doris
- Rolf Degerlund – Kommissarie Suup
- Göran Forsmark – Hans Blomgren
- Per Ragnar – Ragnwald

## Om filmen
Filmen spelades in i Luleå med en budget på 15 000 000 svenska kronor. Den producerades av bolaget Yellow Bird Films med bolagen Degeto Film, TV4 Nordisk Television, Nordisk Film och Filmpool Nord som medproducenter. Producent var Jenny Gilbertsson med Hans-Wolfgang Jurgan, Lone Korslund, Åsa Sjöberg och Per-Erik Svensson som medproducenter. Exekutiva producenter var Anni Faurbye Fernandez, Ole Søndberg och Mikael Wallen.
Den röda vargen är en direkt till DVD-produktion och släpptes i USA den 1 juni 2012, följt av Nederländerna (24 juni), Sverige (1 augusti) och Polen (18 november). I Ungern hade filmen premiär den 24 februari 2013 och i Tyskland 11 maj samma år. Den distribuerades av Nordisk Film (Sverige) Zodiak Rights (världen), AXN (Ungern), Katholieke Radio Omroep (KRO) och Lumière Home Entertainment (Nederländerna).
Musiken komponerades av Adam Nordén.

## Mottagande
Moviezine sågade filmen och gav den betyget 1/5. Recensenten Alexander Dunerfors kallade filmen "skrattretande usel".